# Алиев, Фархад Шовлат оглы
Фархад Шовлат оглы Алиев (азерб. Fərhad Şövlət oğlu Əliyev; род. 1 апреля 1963, Алар, Астрахан-Базарский район) — азербайджанский государственный деятель. Министр экономического развития Азербайджана (2001—2005).

## Биография
Фархад Шовлат оглы Алиев родился 1 апреля 1963 года в Астрахан-Базарском районе Азербайджана.
Работал заведующим секцией организационного отдела Центрального Комитета Комсомола Азербайджанской ССР; президентом по международному туризму АО «Спутник»; первым заместителем председателя Совета по международному молодёжному туризму при Кабинете министров Азербайджана; председателем правления АО «АзерВосТорг» при Министерстве внешних экономических связей Азербайджана.
Министр торговли Азербайджана (1998—2000). Председатель комитета государственного имущества Азербайджана. Министр экономического развития Азербайджана (30 апреля 2001 — 19 октября 2005).
Являясь министром экономического развития пытался провести в жизнь ряд реформ. Организовал приход к управлению бакинской электросетью турецкой компании «Бармек». Претворил в жизнь микрокредитование фермеров, старался предотвратить монополизм, подорожание цен. Одним из лозунгов министерства экономического развития было: «Покупайте товары местного производства, сохраняйте прибыль для Родины». В МВД было ликвидировано ОБХСС — Управление по борьбе с экономическими преступлениями.

## Арест и суд
Накануне парламентских выборов в республике 16 октября 2005 года по обвинению в подготовке государственного переворота были арестованы министр экономического развития Фархад Алиев, его брат, глава крупнейшей частной нефтяной компании «Azpetrol» Рафик Алиев, управляющий делами администрации президента Акиф Мурадвердиев, министр здравоохранения Али Инсанов.
18 октября 2005 года было возбуждено уголовное дело по статьям 179.3 (растрата и присвоение), 308.2 (злоупотребление служебными полномочиями), 28.220 (подготовка беспорядков), 278 (насильственный захват или удержание власти) Уголовного кодекса Азербайджанской Республики.
В совместном сообщении министерства национальной безопасности, внутренних дел и Генеральной прокуратуры Азербайджана, распространенном 20 октября 2005 года, сообщалось, что Фархад Алиев намеревался выделить три миллиона долларов на финансирование госпереворота, готовившегося лидером Демократической партии Азербайджана Расулом Гулиевым.
Судебный процесс начался 31 мая 2007 года. В своем выступлении прокурор потребовал лишить свободы Фархада Алиева на 11 лет. 31 октября 2007 года в Суде по тяжким преступлениям Азербайджана экс-министру Фархаду Алиеву был вынесен приговор. Фархад Алиев получил 10 лет лишения свободы. Судебное заседание проходило в закрытом режиме.
Апелляции его адвокатов были отвергнуты всеми инстанциями местных судов, в результате чего были поданы иски в Европейский суд по правам человека. 9 ноября 2010 года Европейский суд по правам человека вынес вердикт в связи с делом Фархада Алиева. В решении суда было сказано, что в отношении бывшего министра в Азербайджане были нарушены его право на личную неприкосновенность и право на справедливое судебное разбирательство. Согласно решению Европейского суда, в течение трех месяцев Ф. Алиеву должна была быть возмещена компенсация за нанесенный моральный ущерб в размере 16 тыс. евро и 25 тыс. евро за нанесенный материальный ущерб.
Правозащитные организации в своих отчетах указывали, что Ф. Алиев был арестован по политическим мотивам.

## Амнистия
15 октября 2013 года Фархад Алиев вместе со своим братом Рафигом Алиевым согласно распоряжению о помиловании, подписанному президентом Азербайджана Ильхамом Алиевым, был освобожден из-под ареста.